# Hans Steinbrecher
Hans Steinbrecher (* 25. März 1917) war ein deutscher Politiker (KPD, SED) und Landtagsmitglied in Sachsen-Anhalt.

## Leben
Hans Steinbrecher besuchte 1923 bis 1935 die Volksschule und das Realgymnasium. 1935 bis 1939 und erneut 1941 bis 1942 studierte er Rechtswissenschaften und schloss das Studium mit der staatswissenschaftlichen Staatsprüfung ab. Am 17. März 1942 wurde er zum Dr. jur. promoviert. Das Studium wurde 1939 bis 1941 durch den Kriegsdienst unterbrochen. Nach der Promotion kehrte er zur Wehrmacht zurück und wurde im Frühjahr 1945 verwundet.
Seit 1916 war er in der sozialistischen Jugendbewegung tätig. Später trat er der USPD und dann der SPD bei und hatte dort auch Parteifunktionen inne. Seit 1920 war im Buchdruckerverband gewerkschaftlich organisiert und schrieb in sozialistischen Parteizeitungen.
Nach eigenen Angaben im Landtagshandbuch war er 1931 bis 1933 Mitglied im kommunistischen Jugendverband. Am 1. Juli 1945 trat er in die KPD ein und wurde mit der Zwangsvereinigung von SPD und KPD SED-Mitglied. Vom 1. September 1945 bis zum 6. November 1945 war er Verlagsleiter der Volkszeitung für die Altmark. Am 6. November 1945 wurde er zum Oberbürgermeister von Stendal ernannt. Am 26. November 1945 wurde er nach den halbfreien Kommunalwahlen zum Bürgermeister von Stendal gewählt. Ab 1947 war er Bürgermeister von Weißenfels.
Bei den halbfreien Landtagswahlen in der SBZ 1946 wurde er im Wahlbezirk I (Jerichow II, Salzwedel, Osterburg, Stendal, Gardelegen) in den Landtag Sachsen-Anhalt gewählt. Im Landtag gehörte er dem Rechts- und Verfassungsausschuss und dem Ausschuss für Kreis- und Gemeindeangelegenheiten an. Am 3. April 1948 legte er sein Mandat nieder.